# Рейковий автобус
Рейковий автобус, рідше скорочено рейкобус — синонім або найменування автомотрис та дизель-поїздів малої складової (один-чотири вагони).

## Основні параметри
Рейкові автобуси належать до дизельного моторвагонного рухомого складу і призначені для забезпечення приміських пасажирських перевезень, зазвичай, на неелектрифікованих дистанціях залізниць у вигляді автономного поодиноко пасажирського транспортного засобу з двома кабінами.
Рейкобус не є самостійним видом (класом) транспортного засобу (як, наприклад, паровоз або електропоїзд) і — тим більше — видом транспорту. Використання терміна «рейковий автобус» не схвалюється більшістю фахівців[джерело?]. Коректніший термін — «автомотриса». Однак, зокрема, «Укрзалізниця» використовує саме термін «рейкові автобуси», а у 2009—2010 роках ходив Львівський міський рейковий автобус.

## В Україні
В Україні, станом на листопад 2017 року, парк рейкобусів «Укрзалізниці» складає 14 одиниць.
У листопаді 2018 р. «Укрзалізниця» випробувала новітній рейкобус, який за 27 хвилин довозить пасажирів з Києва до Борисполя.
Існували також рейкові жиробуси.

## Інші значення

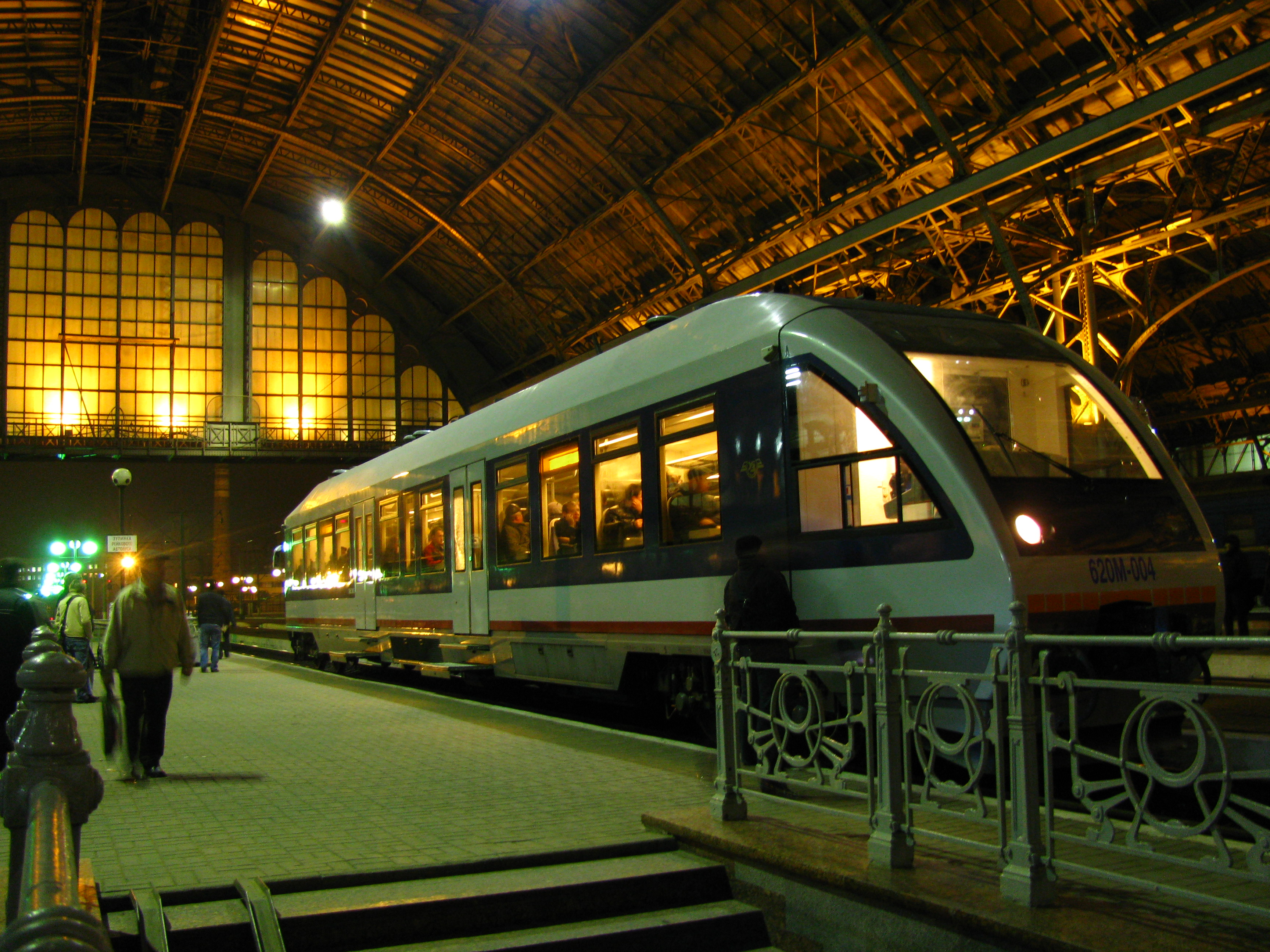
Міський рейковий автобус у Львові

- Автобус, переобладнаний для руху залізницею (див. фото на Parovoz.com [Архівовано 16 лютого 2013 у Archive.is](рос.))